# Muhammad (ilchan)
Muhammad (zm. lipiec 1338) – władca z dynastii Ilchanidów, panujący w latach 1336–1338.
Był potomkiem jednego z synów Hulagu-chana. Podczas wojny domowej w państwie Ilchanidów został wyniesiony na tron z inspiracji Hasaana Buzurga, gubernatora Bagdadu. Zginął 16 lipca 1336 podczas bitwy z Hassanem Kuczakiem, władcą z zachodniej Persji. Jego następcą została Sati Beg. 